# Hoffnung Mensch
Hoffnung Mensch. Eine bessere Welt ist möglich. ist ein im Jahre 2014 im Piper Verlag erschienenes, philosophisches Sachbuch Michael Schmidt-Salomons.

## Inhalt
Die Schrift knüpft an das vorgehende Buch Keine Macht den Doofen. Eine Streitschrift. an. Ziel des Autors war es, unter dem Arbeitstitel Best of Menschheit ein „Gegenbuch“ zu Keine Macht den Doofen zu schreiben. Allerdings verabschiedet sich Schmidt-Salomon im Vorwort von Hoffnung Mensch von dem Zynismus, der Keine Macht den Doofen geprägt hat. Anders als in diesem Vorgängerwerk bezeichnet er den Menschen in Hoffnung Mensch als „mitfühlendstes, klügstes, phantasiebegabtestes, humorvollstes“ Tier auf der Erde.
Das Buch ist in drei Teile und acht Kapitel gegliedert.

### Erster Teil
Im ersten Teil (Die bedrängte Spezies) äußert sich der Autor zu Problemen der menschlichen Gattung und stellt die Weltanschauung des evolutionären Humanismus als Lösungsansatz dar.
Das erste Kapitel greift das Leben als empfundene Sinnlosigkeit und Absurdität auf. Hierzu geht Schmidt-Salomon auf die Philosophen Schopenhauer, Nietzsche, Camus und Sartre ein. Kapitel 2 vermittelt ein biologisches Grundbild des Menschen, zugleich eine Geschichte des Humanismus, beginnend in der Antike und endend bei Julian Huxley. Im dritten Kapitel wird der allgemeine Wandel der Wissenschaft geschildert, verschiedene Teilbereiche der Biologie werden angesprochen und das Geist-Materie-Verhältnis wird diskutiert.

### Zweiter Teil
Der zweite Teil (Die unterschätzte Spezies) widmet sich traditionellen Menschheitsfragen, etwa dem Sinn des Lebens. Auch stellt Schmidt-Salomon die Errungenschaften heraus, die der Mensch zur Bewältigung seiner Probleme geschaffen hat, etwa die Medizin, die Technologie und die Kunst. Zugleich zieht er hierin eine positive Bilanz der Entwicklung des Menschen auf allen Ebenen (ethisch, technologisch, künstlerisch etc.), insbesondere in den letzten 50 Jahren, und verbindet diese Bilanz mit entsprechenden Forderungen, beispielsweise bestimmter Grundrechte für Menschenaffen.

### Dritter Teil
Der dritte Teil (Hoffnung Mensch) widmet sich schließlich der Frage, wie die Menschheit langfristig überleben kann.
Das siebte Kapitel greift die zehn 1990 von den Vereinten Nationen formulierten Menschheitsprobleme auf. Auch wenn Schmidt-Salomon der Ansicht ist, dass die großen Probleme der Menschheit (Umweltzerstörung, Ungleichverteilung der materiellen Werte, autokratische Systeme etc.) seit 1990 nur wenig kleiner geworden sind, so sieht er positive Lösungsansätze.
Das Buch endet mit einem „humanistischen Glaubensbekenntnis“. Schmidt-Salomon schreibt in den Anmerkungen, dass das in Klammern gehaltene „(Amen)“ nach dem Glaubensbekenntnis nicht als „dogmatisches ‚So ist es!‘, sondern als hoffnungsvolles ‚So möge es sein‘“ zu verstehen sei. Joachim Kahl, Mitglied des Humanistischen Verbandes Deutschlands, schrieb hierzu: „[…] Freilich wird diese jüdische, christliche und muslimische Akklamationsformel in Klammern gesetzt. Sie erschien dem Autor wohl nicht ganz geheuer, nachdem Freunde, die den Text vorab gelesen hatten, davon abrieten. Aber das Amen steht gleichwohl da, wenn auch etwas verschämt: (Amen). Wer sich trittsicher auf dem Boden einer entzauberten Welt bewegt und wer sich instinktsicher in den Koordinaten einer säkularen Geistesverfassung auskennt, drückt sich anders aus. Ein Autor, der sich innerlich gedrängt sieht, ein derartiges Glaubensbekenntnis öffentlich abzulegen, hat die Nabelschnur zur Religion seiner Herkunft noch nicht völlig durchtrennt. Es hilft nichts, dass er gleichzeitig – gut postmodern und relativistisch – beteuert, „selbstverständlich“ beanspruche sein Credo nicht, „für irgendjemand verbindlich zu sein“ (329/330). Weshalb dann der Aufwand von über dreihundert Seiten, um es plakativ zu verbreiten? Die Kombination von rhetorisch aufgeschäumtem Bekenntnis und dem gleichzeitigen Einräumen seiner Unverbindlichkeit gehört zu den Merkmalen heutiger Distinktionskämpfe im religiös-weltanschaulichen Basar.“

## Kritiken
- Markus C. Schulte von Drach schrieb in der Süddeutschen Zeitung: „Er [Schmidt-Salomon] erklärt in seinem Buch [...], wieso er an eine friedliche Zukunft glaubt, in der der kluge und kreative Mensch auch den Planeten vor der Zerstörung bewahren wird. Angesichts der historischen Erfahrungen ist man geneigt, das als gehörig naiv abzutun. Ist die Dummheit des Menschen etwa nicht unendlich, wie Albert Einstein sich sicher war? Ist er etwa nicht des Menschen Wolf? Was ist mit der fortschreitenden Umweltzerstörung oder dem Klimawandel? […] Mit solchen Erkenntnissen braucht man Schmidt-Salomon nicht zu kommen. Er hat der Dummheit und Grausamkeit des Menschen seine vorherigen Bücher gewidmet: Nach der provokanten Beleidigung unserer ganzen Spezies als Homo demens (der irre Mensch) in ‚Keine Macht den Doofen‘ singt er nun umso lauter das Hohelied vom Homo sapiens (der weise Mensch). […] Ob er sich einen Gefallen damit getan hat, zwei so verschiedene Bücher zu schreiben, die nur gemeinsam ein vollständiges Bild ergeben sollen, sei dahingestellt. Aber vielleicht war es ein geschickter Schachzug, jetzt mit einem Buch zu überraschen, in dem er gewissermaßen eine humanistische Version des Dreiklangs Glaube, Hoffnung, Liebe (Paulus, 1. Korintherbrief) entwickelt.“[3]

- Joachim Kahl zeigte sich im humanistischen Magazin diesseits.de überrascht und enttäuscht über Hoffnung Mensch: „Mit der Perspektive eines Reiches der Menschlichkeit, das Jahrmillionen währen soll, überbietet Schmidt-Salomon die christliche Heilsbotschaft um ein Vielfaches. In der Apokalypse des Johannes, dem letzten Buch des Neuen Testamentes, wird ein nur tausendjähriges Reich erwartet, in dem der Messias seine gerechte Herrschaft errichten und Teufel und Satan bändigen soll. Unser Autor glaubt „an den Sieg /Der Wahrheit über die Lüge( )/Und des Mitleids über die Gewalt“. (330) Eine fortschrittsgläubige teleologische Denkweise behält er damit bei. Die Menschheit wird zum kollektiven Messias emporstilisiert, berufen, das irdische Leben aus der ökologischen Krise zu retten (308), unseren Planeten vor dem Einschlag von Asteroiden mit rechtzeitig abgefeuerten Atomraketen zu bewahren (312) und notfalls auch die Evakuierung auf andere Himmelskörper zu bewerkstelligen (309).“[2]

- Helmut Fink schrieb für den Humanistischen Pressedienst: „Das vorliegende Buch schlägt neue Töne an. Es polemisiert nicht, es versöhnt. Es provoziert nicht, es macht Hoffnung. Es beschimpft nicht die Weltsichten anderer, sondern schärft die eigene. Der Autor hat dabei nicht seinen Standpunkt verloren, und er umarmt nicht jeden. Aber seine Bewertungen sind ausgewogener geworden, der Blickwinkel weiter, der Anspruch tiefer, mit einem Wort: Ein Anflug von Weisheit wird spürbar.“[4]

- Maren Emmerich schlussfolgerte im Spektrum der Wissenschaft: „Den ein oder anderen Leser mag ‚Hoffnung Mensch‘ durch seine kompromisslos optimistische Haltung provozieren, vor allem da der Autor nur wenige konkrete Anregungen gibt, wie wir die Probleme dieser Welt lösen können. Aber das Buch, das zusammen mit drei Vorgänger-Titeln ein Gesamtwerk ergibt, versöhnt auch. Es lädt dazu ein, die negativen Schlagzeilen, mit denen uns Medien täglich konfrontieren, aus einer hoffnungsvollen Perspektive heraus zu betrachten. Ihr Leitspruch könnte lauten: Wir verschließen nicht die Augen vor den Herausforderungen dieser Zeit, aber wir haben in der Vergangenheit schon so viele unlösbar anmutende Krisen gemeistert, dass wir es auch diesmal schaffen können. Wer bereit ist, diese Sichtweise anzunehmen, kann dem Buch sicher viel abgewinnen.“[5]